# Katharine McPhee
 (mars 2024).
Si vous disposez d'ouvrages ou d'articles de référence ou si vous connaissez des sites web de qualité traitant du thème abordé ici, merci de compléter l'article en donnant les références utiles à sa vérifiabilité et en les liant à la section « Notes et références ».
Pour les articles homonymes, voir McPhee.
Katharine McPhee Foster, née le 25 mars 1984 à Los Angeles (Californie), est une actrice et vedette américaine.
Elle est classée seconde de American Idol (saison 5), l'équivalent américain de Nouvelle Star, qui sont des émissions inspirées de la britannique Pop Idol.

## Biographie

### Jeunesse et formation
Katharine McPhee commence à chanter à l'âge de deux ans. Sa mère, Patricia Burch McPhee (nom de scène : Peisha Arten) est coach vocal et chanteuse de cabaret. Réalisant que sa fille possède du talent pour la musique, elle décide de lui donner elle-même des cours de chant. Son père, Daniel McPhee, et sa sœur, Adriana Burch McPhee, sont producteurs.
McPhee est diplômée en 2002 à l'école Notre Dame High School. Elle chante dans les spectacles de son école accompagnée par sa grande sœur.
Plus tard, McPhee rentre au Conservatoire de Boston pendant 3 semestres faisant des comédies musicales. Son manager lui suggère alors de quitter l'université pour essayer de tourner dans des spots commerciaux à Los Angeles. Elle passe alors plus de 200 auditions et obtient de petits rôles dans plusieurs films et spectacles, ainsi qu'un rôle principal dans le film Annie Get Your Gun et The Ghost. En 2005, elle est nommée pour le « Theatre L.A Ovation Award » pour son rôle dans le film Annie Get Your Gun.
Elle a également participé à une série sur MTV aux États-Unis intitulée You Are Here, jouant le rôle d'une grande sœur populaire étant jalouse de sa petite sœur moins populaire…

### Percée musicale (2006-2011)

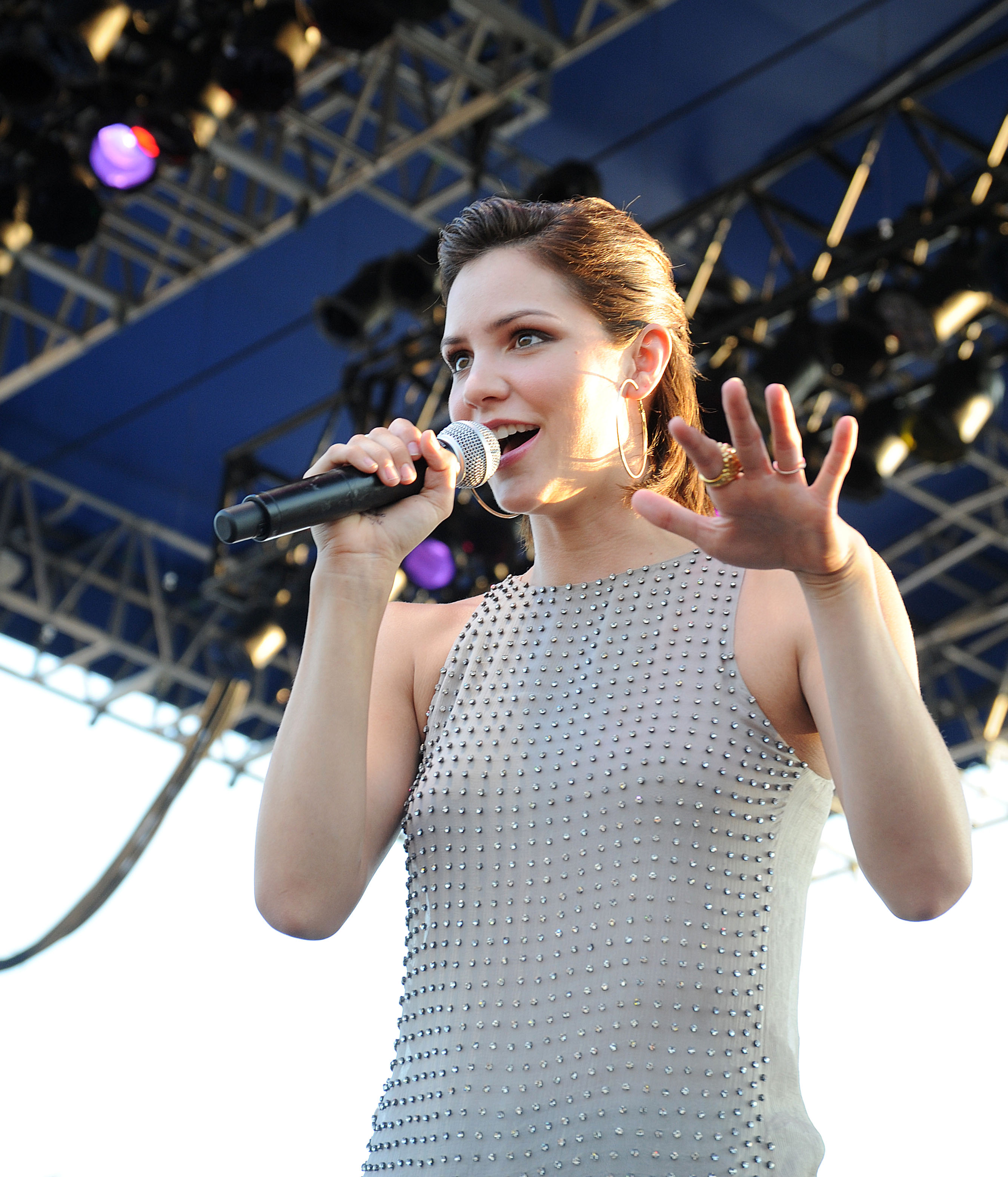
La chanteuse en concert en mai 2010.

C'est son petit-ami de l'époque qui la persuade de participer à l'émission American Idol. Elle auditionne alors lors du concours effectué à San Francisco et chante God Bless The Child chanté à la base par Billie Holiday. Elle est tout de suite repérée par le jury pour sa prestation.
À la fin de la saison d'American Idol, McPhee a pu chanter en duo avec KT Tunstall Black Horse And The Cherry Tree.
Ses concurrents sont Kellie Pickler, ainsi que Paris Bennett.
Katharine McPhee part alors en tournée avec le chanteur italien Andrea Bocelli qui chante avec la jeune gagnante lors de trois concerts datant du 9 au 11 juin.
Son premier single sort alors aux États-Unis le 27 juin 2006. Deux chansons y sont incluses : une reprise de Somewhere Over the Rainbow ainsi que sa première chanson personnelle, My Destiny.
Durant plusieurs mois, elle obtiendra plusieurs rôles dans des séries et fera plusieurs apparitions à la télévision et sur scène ainsi qu'au théâtre.
Elle participe également en janvier 2007 à la série Ugly Betty dans l'épisode I'm Coming Out qui passera à la télévision aux États-Unis le 1er février 2007.
Son premier clip vidéo est diffusé pour la première fois aux États-Unis le 23 février 2007 ; la chanson est intitulée Over It. Il est classé no 1 le 1er mars 2007.
Son premier album sort finalement le 30 janvier 2007 aux États-Unis. 116 000 albums sont vendus dès la première semaine. Son premier single est intitulé Over It. Il est classé dans le Top 40 aux États-Unis.
Le 11 janvier 2008, on annonce sur le site officiel de Billboard que Katharine se séparait de RCA Records.
Le 11 mars 2008, sur l'album Randy Jackson's Music Club, Vol. 1, du juge de l'émission American Idol, elle interprète une chanson en duo avec Elliott Yamin (le détenteur de la 4e position dans la saison 5 de American Idol) intitulée Real Love.
Le 12 mars 2008, McPhee chante la chanson Something du groupe The Beatles en duo avec David Foster au piano. Ce soir-là, le tandem avoue collaborer sur le prochain album de Katharine qui devrait sortir en décembre 2008. McPhee décroche également un rôle au cinéma, dans la comédie Super blonde la même année, où elle incarne une étudiante enceinte aux côtés de Anna Faris qui tient le rôle principal.
Le 5 janvier 2010, sort son nouvel album Unbroken chez Universal dont le premier single sera Had It All.

### Percée télévisuelle (depuis 2012)

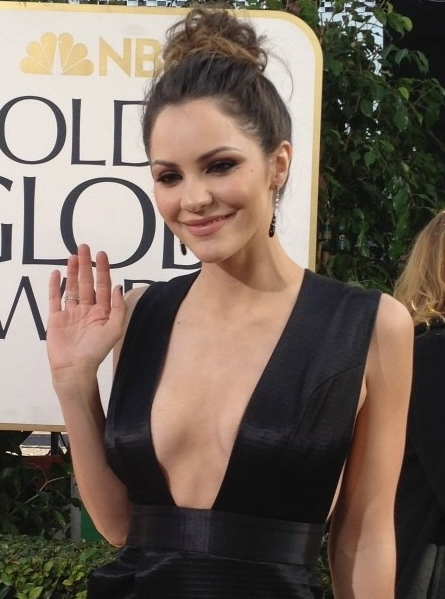
L'actrice aux Golden Globes 2013.

En 2012, elle est choisie pour incarner Karen Cartwright dans la série Smash, produite par Steven Spielberg. Elle y incarne une jeune femme souhaitant jouer dans une comédie musicale à Broadway. La série, qui lui permet de combiner chant et comédie, est cependant arrêtée au bout de deux saisons, faute d'audience et des critiques de moins en moins bonnes.
En 2014, elle sort complètement du registre musical pour le premier rôle féminin d'une nouvelle série drama-policière, Scorpion.
En novembre 2017, elle sort un nouvel album : I Fall in Love Too Easily.

### Vie privée

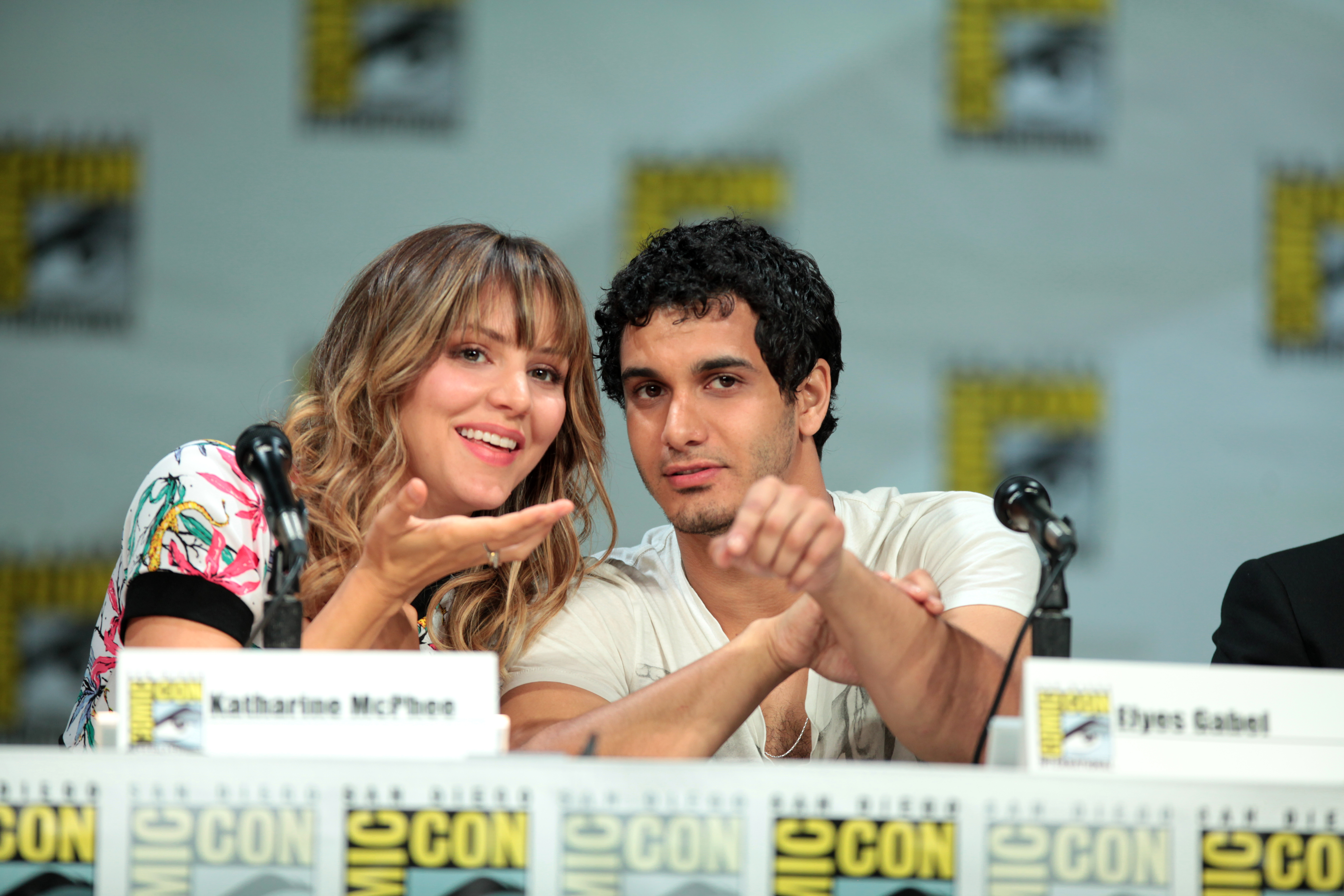
L'actrice avec son ex-compagnon Elyes Gabel, en juillet 2014.

Elle épouse Nick Cokas en 2008, rencontré deux ans plus tôt sur American Idol. Après l'avoir trompé en octobre 2013 avec le réalisateur de la série Smash, Michael Morris, dans laquelle elle jouait, le divorce est prononcé début 2016.
Elle est par la suite en couple pendant deux ans avec Elyes Gabel, rencontré sur la série Scorpion, jusqu'en juin 2016.
Un an plus tard, en juillet 2017, elle s'affiche de nouveau en couple, avec l'homme d'affaires canadien Nick Harbone, qu'elle a rencontré là encore lors d'un tournage, celui du téléfilm The Lost Wife of Robert Durst, tout en ayant, en même temps, une relation « non exclusive » avec le compositeur David Foster. Les deux amoureux se fiancent lors d'un voyage en Italie en juillet 2018. Ils se marient le 28 juin 2019. En octobre 2020 on apprend que le couple attend son premier enfant, leur fils naît en février 2021,.

## Discographie

### Singles
| 2006 | Think (Aretha Franklin)        | American Idol Encores                 | 121 | 90 | – |
| 2006 | Somewhere Over the Rainbow     | Somewhere Over the Rainbow/My Destiny | 12  | 12 | 2 |
| 2006 | My Destiny                     | Somewhere Over the Rainbow/My Destiny | 60  | 42 | 2 |
| 2007 | Over It                        | Katharine McPhee                      | 29  | 21 | - |
| 2007 | Love Story                     | Katharine McPhee                      | -   | -  | - |
| 2008 | Real Love                      | Randy Jackson's Music Club, Vol. 1    | -   | -  | - |
| 2010 | Terrified feat. (Zachary Levi) | Unbroken                              | -   | -  | - |
| 2015 | Lick My Lips                   | Hysteria                              | -   | -  | - |

## Filmographie

### Cinéma
- 2007 : Crazy (en) : Paramount Girl
- 2008 : Super blonde (The House Bunny) de Fred Wolf : Harmony
- 2011 : Et maintenant... N'embrassez pas la mariée (You May Not Kiss the Bride) : Masha
- 2011 : Shark 3D : Beth
- 2011 : Peace, Love and Misunderstanding : Sara

### Séries télévisées
- 2007 : Lonelygirl15 : nouvelle copine
- 2007 : Ugly Betty : elle-même
- 2009 : Les Experts : Manhattan : Odessa Shaw / Dana Melton : saison 5 épisode 20
- 2010 : Community : Amber
- 2012 : Les Griffin : mère Maggie
- 2012 - 2013 : Smash : Karen Cartwright
- 2014 : L'Amour de mes rêves : Natalie (VF : Maia Baran)
- 2014 - 2018 : Scorpion : Paige Dineen
- 2021 : La country-sitter (en) : Bailey